# Vadonia parnassensis
Vadonia parnassensis är en skalbaggsart som först beskrevs av Maurice Pic 1925.  Vadonia parnassensis ingår i släktet Vadonia och familjen långhorningar. Inga underarter finns listade i Catalogue of Life.